# Galungan
Galungan is een bestuurslaag in het regentschap Buleleng van de provincie Bali, Indonesië. Galungan telt 1749 inwoners (volkstelling 2010).